# Sakrament

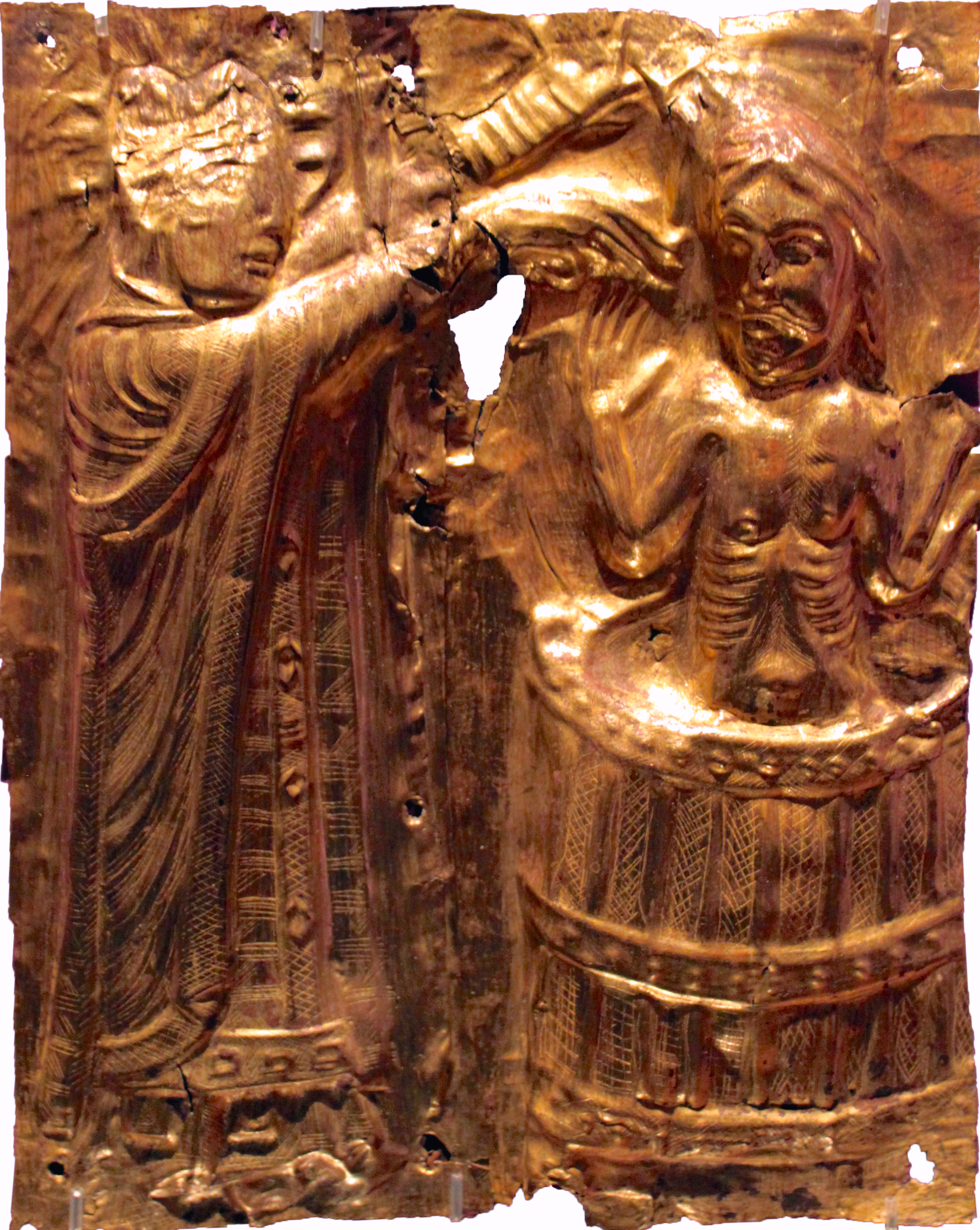
Harald blåtand döps av Poppos, relief från omkring 1200.

Sakrament (latin sacramentum, av sacer, ”helig”) är för stora delar av kristendomen en helig, av Gud instiftad, rit, ceremoni eller kulthandling, men även beteckning för riters synliga element (såsom brödet och vinet i nattvarden). Begreppet används inom västkyrkans teologi och de med Rom unierade östkyrkorna. De ortodoxa kyrkorna kallar samma fenomen mysterier. Inom flertalet frikyrkor, exempelvis baptismen och pingströrelsen, talar man istället om förrättning (eng ordinance), exempelvis dopförrättning. Frälsningsarmén praktiserar inte sakrament i gudstjänstordningen därför att man vill koncentrera sig på verkligheten bakom symbolerna, men medlemmarna kan besöka andra kyrkor för att ta del av sakrament.
Med begreppet sakrament betecknas kristendomens mest centrala heliga handlingar. Termen myntades tidigt av västkristna teologer, då ordet sakramentum fick tjäna som översättning av det grekiska μυστήριον, mysterion, "hemlighet", som återfinns i Nya Testamentet. Detta är också bakgrunden till att sakramenten kallas mysterier i de ortodoxa kyrkorna.
Enligt romersk-katolsk och ortodox teologi efterlämnade Jesus åt den kyrka han grundat dels den kristna uppenbarelsen (läran), dels nådemedel (sakramenten). Sakramentet är en helig handling som genom att symboliskt gestalta nådens verkan på ett hemlighetsfullt sätt förmedlar denna nåd till människorna. Så till exempel dopets vatten (vattnet är ett ämne som renar) som symboliserar nådens renande från synd och därigenom åstadkommer denna verkan.
Sakramentsbegreppet kan om andra religioner användas analogiskt, men utgör då en liknelse.

## Romersk-katolska kyrkan

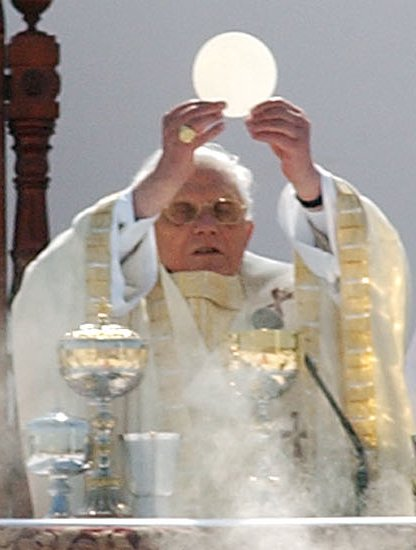
Eukaristin (mässoffret och kommunionen, den katolska nattvarden) – ett av Romersk-katolska kyrkans sju sakrament.

I Romersk-katolska kyrkan är sakramenten till antalet sju: dopet, konfirmationen, boten (eller bikten), äktenskapet, de sjukas smörjelse (även kallad sista smörjelsen), prästvigningen samt eukaristin (= nattvarden) (intimt förbunden med mässan).

## Östkyrkorna
Sakramentens antal har aldrig behandlats av något ekumeniskt kyrkomöte inom de ortodoxa kyrkorna, och det finns därför inte något officiellt fastställt antal för de ortodoxa sakramenten, som kallas för mysterier. Dopet och Eukaristin är de två viktigaste mysterierna. Grekiska hjälpmedel för folkundervisningen under osmansk tid lade till dessa myrrasmörjelsen (som motsvarar konfirmationen), bikten, äktenskapet, ordinationen (prästvigning) och de sjukas smörjelse, men den inflytelserike kyrkofadern Thodoros Studiten på 800-talet, menade att även klosterlöftena och begravningsgudstjänsten kunde räknas till mysterierna, vilket John Meyendorff påpekar i Bysantinsk teologi - Historik och lära (Skellefteå 1995).

## Anglikanska kyrkan
Ett sakrament är i anglikansk teologi "ett yttre och synligt tecken på en inre och osynlig nåd" (Engelska Katekesen 1604). Anglikanska kyrkor skiljer mellan Evangeliets två större sakrament och de fem mindre som "vanligen kallas för sakrament", och alla sju förekommer i Den Allmänna Bönboken och andra anglikanska gudstjänstordningar.
Ordningen för bikt och avlösning fogades 1549 in i ordningen för sjukbesök. Under 1600-talets början och i den Skotska Episkopalkyrkan användes denna ordning även för enskild bikt utanför sjukbesök, men den var däremot extremt ovanlig i Engelska kyrkan under restaurationen och under georgiansk tid. När den enskilda bikten utanför sjukbesök blev vanligare från och med 1830-talet, väckte detta därför våldsamt motstånd från evangelikala miljöer. Numera är bikten en självklarhet.
De sjukas smörjelse behölls i 1549 års bönbok. I 1552 års bönbok behölls förböner för sjuka, men utan bruket av olja. Bruket av olja återupptogs informellt från och med 1830-talet, men återinfördes officiellt i bönboksupplagorna och gudstjänstordningarna från och med 1920-talet.

## Evangelisk-lutherska kyrkor
Evangelisk-lutherska kyrkor har inte fastställt något officiellt antal av sakramenten eller någon enhetlig definition av vad som menas med "sakrament". Den Augsburgska Bekännelsens Apologi art. XIII uttrycker hållningen att antalet sakrament är beroende av vilken definition av "sakrament" som används i respektive sammanhang, och att flera definitioner kan användas sida vid sida. I den smalaste sakramentsdefinitionen i Augsburgska bekännelsens Apologi är sakramenten tre till antalet: Dopet, nattvarden och avlösningen (bikten eller botens sakrament). Med den allra vidaste sakramentsdefinitionen kan såväl dopet, konfirmationen, nattvarden, bikten, äktenskapet, prästvigningen, de sjukas smörjelse, bönen, allmosan och överheten räknas till sakramenten. Dopet och nattvarden betraktas förbehållslöst som sakrament, eftersom de uttryckligen är instiftade av Jesus, så exempelvis enligt Svenska kyrkans förklaring till Lilla Katekesen, antagen 1878. De gammalpietistiska och nyevangeliska rörelserna i evangelisk-lutherska kyrkor ansluter sig vanligtvis till synsättet att endast dopet och nattvarden skall betraktas som sakrament, vilket dock inte hindrar dem från att fira konfirmation eller vigselgudstjänst.[källa behövs] I en skrift från Svenska kyrkans församlingsnämnd, Mitt i församlingen 1993:4, ges en språkligt moderniserad evangelisk-luthersk ordning för de sjukas smörjelse, baserad på Olaus Petris kyrkohandbok från 1529. [källa behövs]
I Svenska kyrkan finns bara två sakrament, dopet och nattvarden, den Svenska kyrkans sakrament.

## Reformerta kyrkor
De protestantiska, eller reformerta, samfunden erkänner vanligtvis bara två sakrament (dopet och nattvarden) – med olika definitioner och varianter av dem. I bland annat pingstkyrkan beskrivs således dopet inte som ett sakrament utan som en trosbekännelse.